# Cantonul Ganges
Cantonul Ganges este un canton din arondismentul Lodève, departamentul Hérault, regiunea Languedoc-Roussillon, Franța.

## Comune
- Agonès
- Brissac
- Cazilhac
- Ganges (reședință)
- Gorniès
- Laroque
- Montoulieu
- Moulès-et-Baucels
- Saint-Bauzille-de-Putois